# Gomiécourt
Gomiécourt est une commune française située dans le département du Pas-de-Calais en région Hauts-de-France. Ses habitants sont appelés les Gomiécourtois.
La commune fait partie de la communauté de communes du Sud-Artois qui regroupe 64 communes et compte 27 059 habitants en 2021.

## Géographie

### Localisation
Localisée dans le sud-est du département du Pas-de-Calais, Gomiécourt est une commune située, à vol d'oiseau, à 6 km au nord-ouest de la commune de Bapaume et à 15 km au sud de la commune d’Arras (chef-lieu d'arrondissement et préfecture du Pas-de-Calais).
Le territoire de la commune est limitrophe de ceux de cinq communes.
Les communes limitrophes sont  Achiet-le-Grand, Bihucourt, Béhagnies, Courcelles-le-Comte et Ervillers.

### Géologie et relief
La superficie de la commune est de 3,89 km2 ; son altitude varie de 19  à   31 mètres.

### Hydrographie
La commune est située dans le bassin Artois-Picardie. Elle n'est drainée par aucun cours d'eau,.

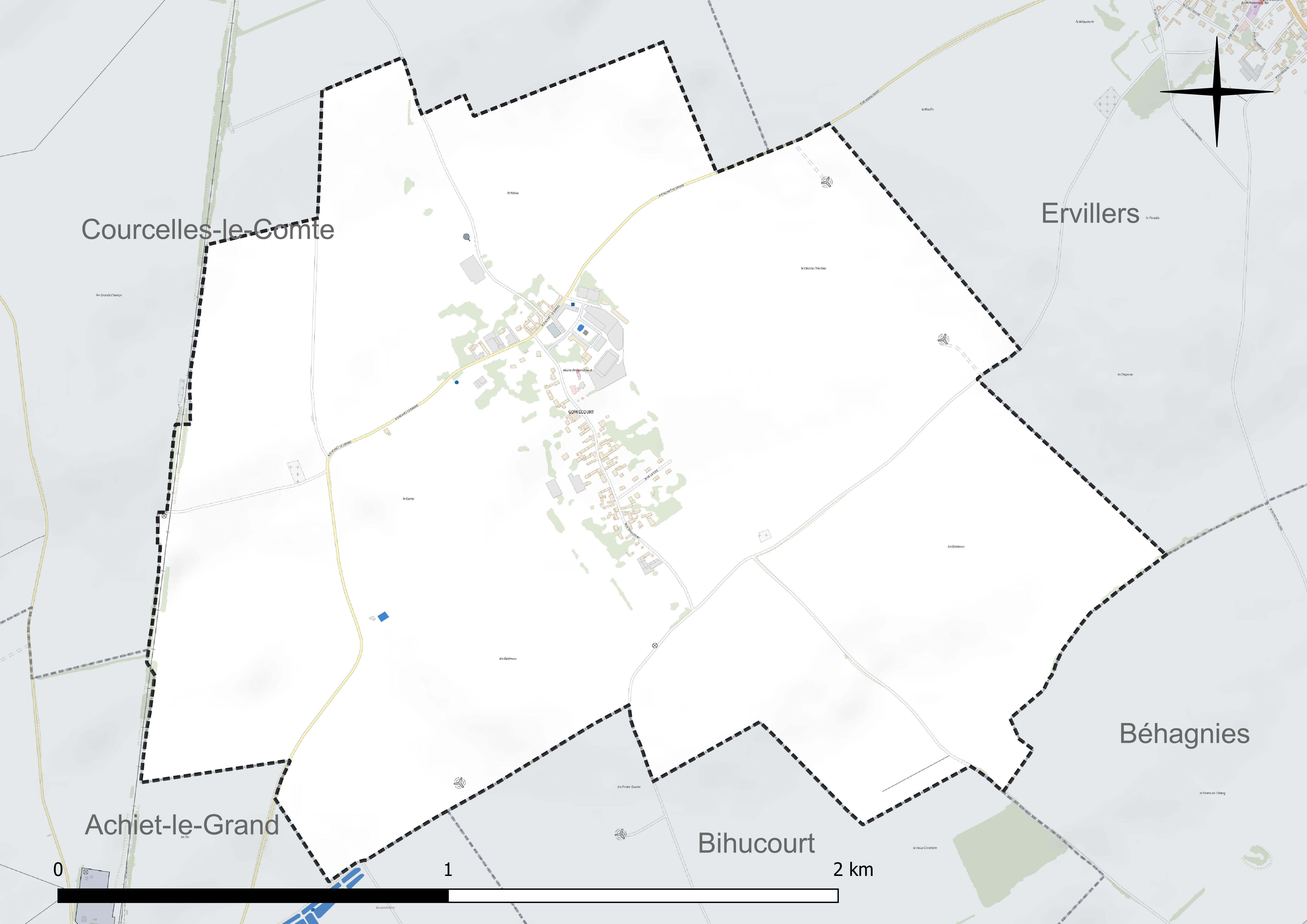
Réseau hydrographique de Gomiécourt.

### Climat
Pour des articles plus généraux, voir Climat des Hauts-de-France et Climat du Pas-de-Calais.
En 2010, le climat de la commune est de type climat océanique dégradé des plaines du Centre et du Nord, selon une étude du CNRS s'appuyant sur une série de données couvrant la période 1971-2000. En 2020, Météo-France publie une typologie des climats de la France métropolitaine dans laquelle la commune est exposée à un climat océanique et est dans la région climatique Nord-est du bassin Parisien, caractérisée par un ensoleillement médiocre, une pluviométrie moyenne régulièrement répartie au cours de l'année et un hiver froid (3 °C).
Pour la période 1971-2000, la température annuelle moyenne est de 10,3 °C, avec une amplitude thermique annuelle de 14,2 °C. Le cumul annuel moyen de précipitations est de 789 mm, avec 12,5 jours de précipitations en janvier et 9,1 jours en juillet. Pour la période 1991-2020, la température moyenne annuelle observée sur la station météorologique la plus proche, située sur la commune de Wancourt à 12 km à vol d'oiseau, est de 10,8 °C et le cumul annuel moyen de précipitations est de 711,4 mm,. Pour l'avenir, les paramètres climatiques de la commune estimés pour 2050 selon différents scénarios d'émission de gaz à effet de serre sont consultables sur un site dédié publié par Météo-France en novembre 2022.

### Paysages
Pour un article plus général, voir Paysage en France.
La commune est située dans le paysage régional des grands plateaux artésiens et cambrésiens tel que défini dans l'atlas des paysages de la région Nord-Pas-de-Calais, conçu par la direction régionale de l'Environnement, de l'Aménagement et du Logement (DREAL),. Ce paysage régional, qui concerne 238 communes, est dominé par les « grandes cultures » de céréales et de betteraves industrielles qui représentent 70 % de la surface agricole utilisée (SAU).

### Milieux naturels et biodiversité

#### Espèces faunistiques et floristiques
Le site de l'Inventaire national du patrimoine naturel (INPN) recense 148 espèces faunistiques et floristiques sur le territoire de la commune dont 6 protégées et 4 taxons (espèces et sous-espèces) menacées et quasi-menacées.

## Urbanisme

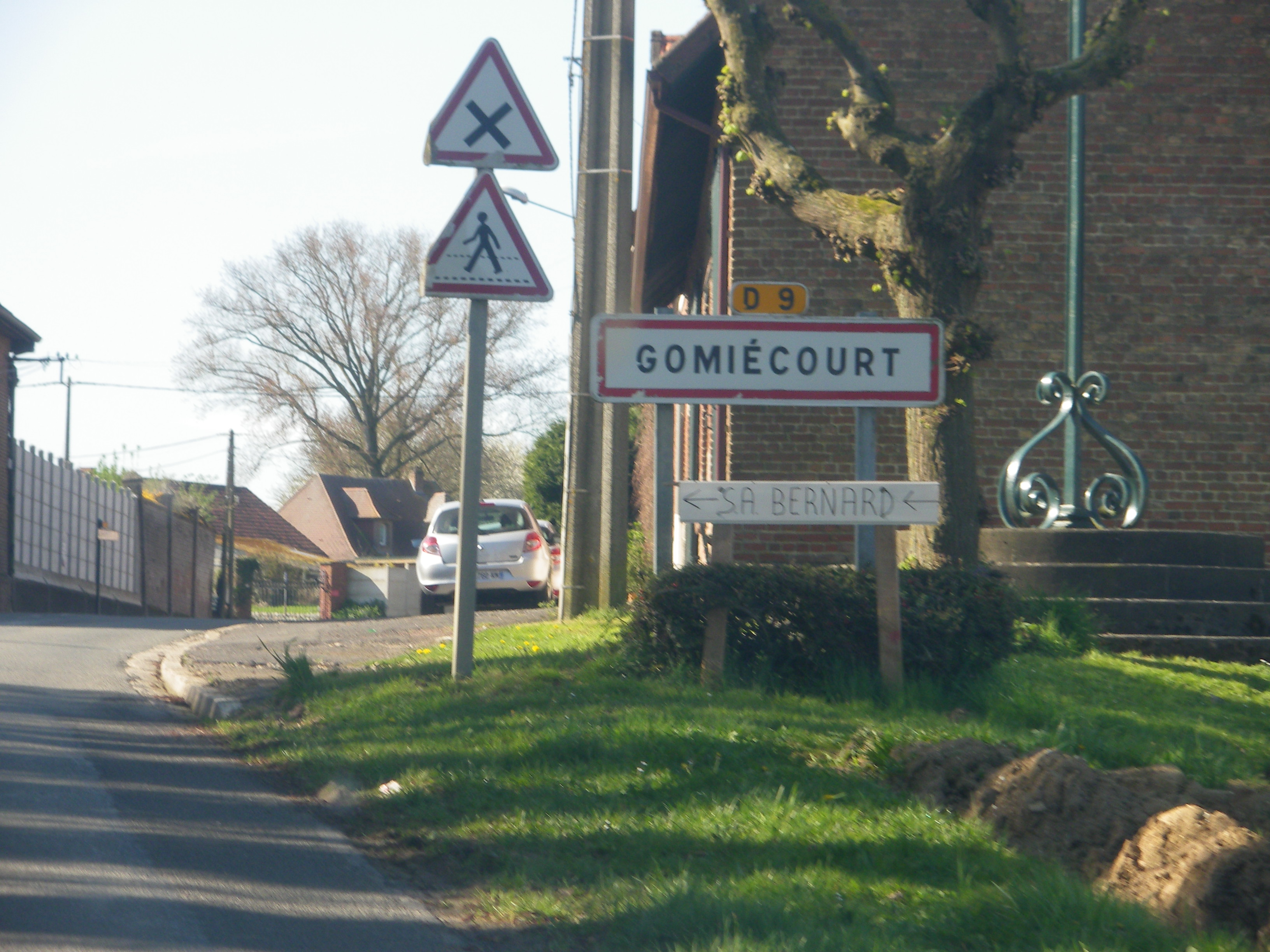
Une entrée de la commune.

### Typologie
Au 1er janvier 2024, Gomiécourt est catégorisée commune rurale à habitat dispersé, selon la nouvelle grille communale de densité à sept niveaux définie par l'Insee en 2022.
Elle est située hors unité urbaine. Par ailleurs la commune fait partie de l'aire d'attraction d'Arras, dont elle est une commune de la couronne,. Cette aire, qui regroupe 163 communes, est catégorisée dans les aires de 50 000 à moins de 200 000 habitants,.

### Occupation des sols
L'occupation des sols de la commune, telle qu'elle ressort de la base de données européenne d'occupation biophysique des sols Corine Land Cover (CLC), est marquée par l'importance des territoires agricoles (92,9 % en 2018), une proportion identique à celle de 1990 (92,9 %). La répartition détaillée en 2018 est la suivante : 
terres arables (92,9 %), zones urbanisées (7,1 %). L'évolution de l'occupation des sols de la commune et de ses infrastructures peut être observée sur les différentes représentations cartographiques du territoire : la carte de Cassini (XVIIIe siècle), la carte d'état-major (1820-1866) et les cartes ou photos aériennes de l'IGN pour la période actuelle (1950 à aujourd'hui).

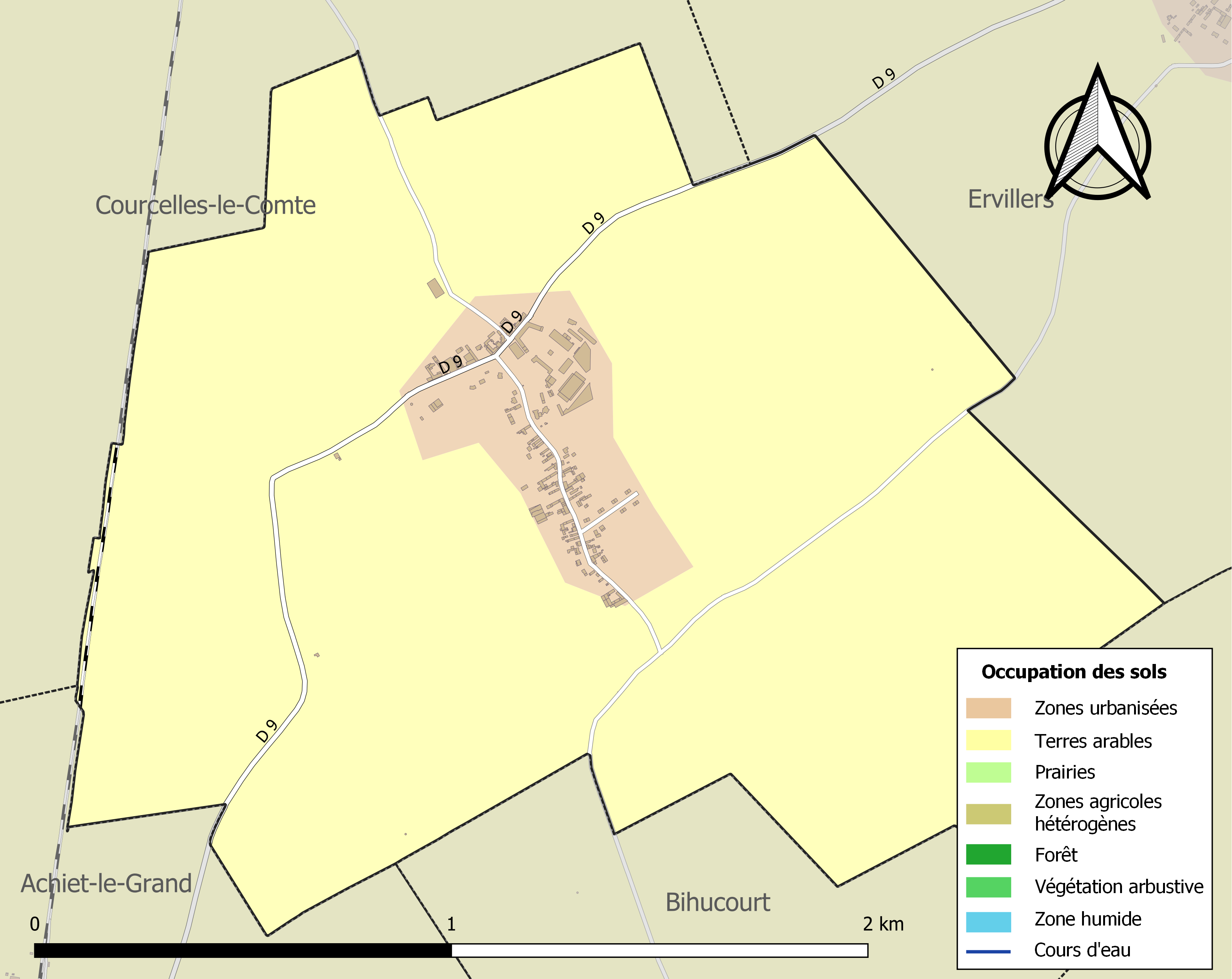
Carte des infrastructures et de l'occupation des sols de la commune en 2018 (CLC).

### Voies de communication et transports

#### Voies de communication
La commune est desservie par la route départementale D 9.

#### Transport ferroviaire
La commune se trouve à 3 km au nord de la gare d'Achiet, située sur la ligne de Paris-Nord à Lille, desservie par des trains régionaux du réseau TER Hauts-de-France.

## Toponymie
Le nom de la localité est attesté sous les formes Gumincurz en 1104 ; Gumincort en 1109 ; Gummecurt en 1135 ; Gummicurt [lire : Gumincurt] en 1140 ; Goumicurt en 1145 ; Gummecort en 1154 ; Gomiercort vers 1167 ; Gomercort en 1179 ; Goumincourt en 1186 ; Gommeircort en 1215 ; Gomiecurt en 1240 ; Goumicourt en 1299 ; Gomiencourt en 1311 ; Gommicourt en 1391 ; Gomiecourt en 1686 ; Gomicourt en 1739; Gomicourt en 1793 ; Gomicourt et Gomiécourt depuis 1801.

## Histoire
L'histoire de la commune est consultable dans le Dictionnaire historique et archéologique du Pas-de-Calais paru en 1873.
Avant la Révolution française, Gomiécourt était le siège d'une seigneurie. Par lettres données à Madrid le 3 août 1633, la terre de Gomiécourt est jointe à celle d'Ervillers, à celle de Lagnicourt et d'autres, tenues du château d'Arras, pour être érigée en comté de Gomiécourt, au bénéfice de Philippe de Gomiécourt, chevalier, seigneur de Gomiécourt, gouverneur, capitaine et bailli des ville et château de Béthune.

### Carte de Cassini
|  |

La carte de Cassini ci-dessus montre qu'au milieu du XVIIIe siècle, Gomiécourt était une paroisse située loin des routes.

Au nord, est représentée la Chapelle St-Sulpice, aujourd'hui disparue.

En avril 1694, par lettres données à Versailles, Maximilien François de Carnin, baron de Lillers, Nédonchel, Gomiécourt, premier gentilhomme du pays d'Artois, député de la noblesse aux États d'Artois, bénéficie du titre de marquis pour sa terre de Nédonchel, érigée en marquisat donc, terre très considérable, relevant du roi de France à cause du château de Desvres en Boulonnais, ayant toute la justice seigneuriale.
Les archives ainsi qu'une pierre de l'ancienne église sont détenues par Hugues de la POEZE d'HARAMBURE DRAGON de GOMIECOURT.

### Première Guerre mondiale
Pendant la Première Guerre mondiale, après la bataille des Frontières du 7 au 24 août 1914, devant les pertes subies, l'État-Major français décide de battre en retraite depuis la Belgique. Dès le 28 août, les Allemands s'emparent du village de Gomiécourt et poursuivent leur route vers l'ouest. Dès lors commença l'occupation allemande qui dura jusqu'au début de 1917. Des arrêtés de la kommandantur obligeaient, à date fixe, sous la responsabilité du maire et du conseil municipal, sous peine de sanctions, la population à fournir : blé, œufs, lait, viande, légumes, destinés à nourrir les soldats du front. Toutes les personnes valides devaient effectuer des travaux agricoles ou d'entretien.
À partir d'octobre 1914, Guillaume de Prusse, fils de l'empereur Guillaume II, séjourne plusieurs jours à la maison d'habitation de la ferme Copin, à Gomiécourt.
En mars 1917, les Allemands décident de se retirer sur la ligne Hindenburg, ligne fortifiée située à seulement 10 km à l'est devant Quéant. Avant leur départ, le village est évacué de ses habitants et toutes les constructions (église, mairie, maisons) sont systhématiquement dynamitées, tous les arbres sont coupés, les puits pollués avec du fumier. Les troupes britanniques prennent alors possessions des ruines du village en  avril 1917. Les ruines de Gomiécourt repasseront aux mains des Allemands en avril 1918  lors de l'offensive du Kaiser jusqu'au 24 août 1918, date à laquelle le village sera définitivement repris par les troupes du commonwealth après de violents combats, attestés par la présence de nombreux cimetières militaires dans le secteur.
Après l'armistice, les habitants reviendront peu à peu dans la commune et une longue période de reconstruction du village commencera grâce aux dommages de guerre.
Vu les souffrances endurées par la population pendant les quatre années d'occupation et les dégâts aux constructions, la commune s'est vu décerner la croix de guerre 1914-1918 le 23 septembre 1920, distinction également attribuée à 276 autres communes du Pas-de-Calais.

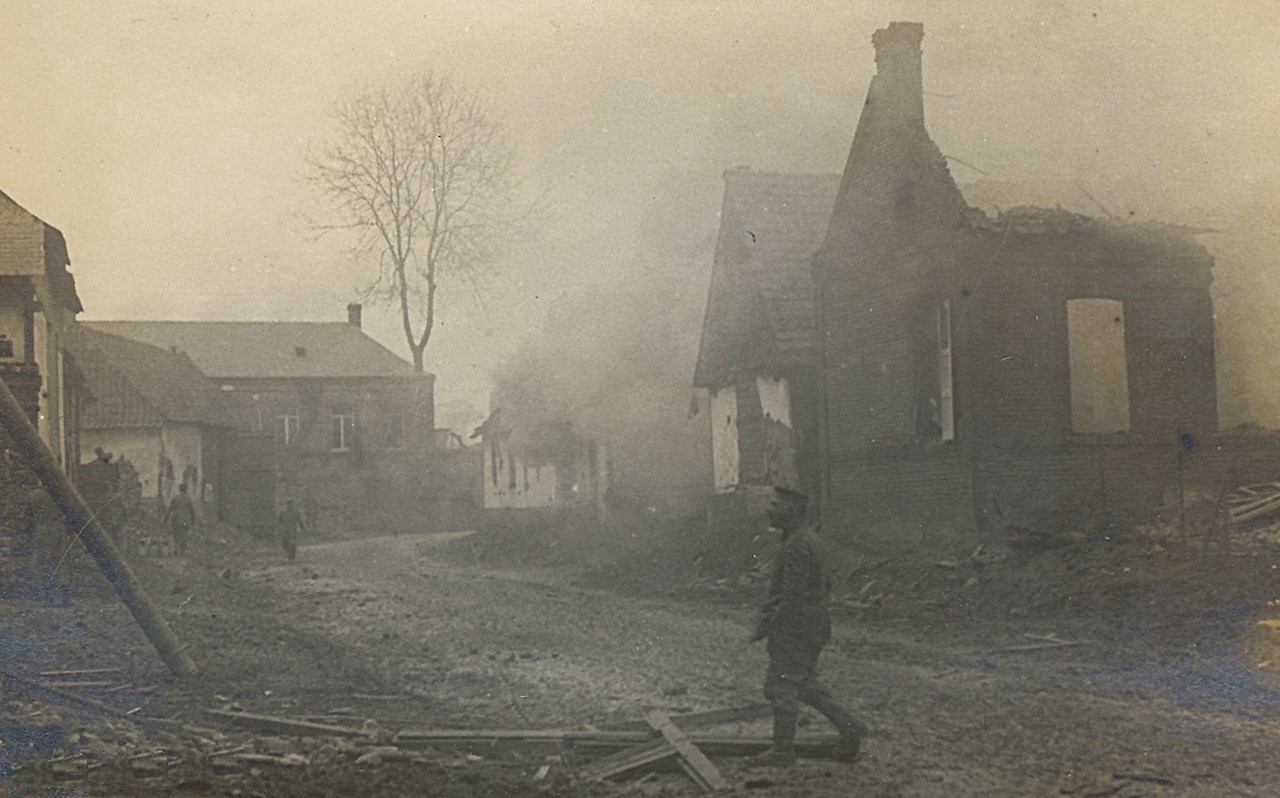
Des soldats allemands pendant la destruction du village en mars 1917.
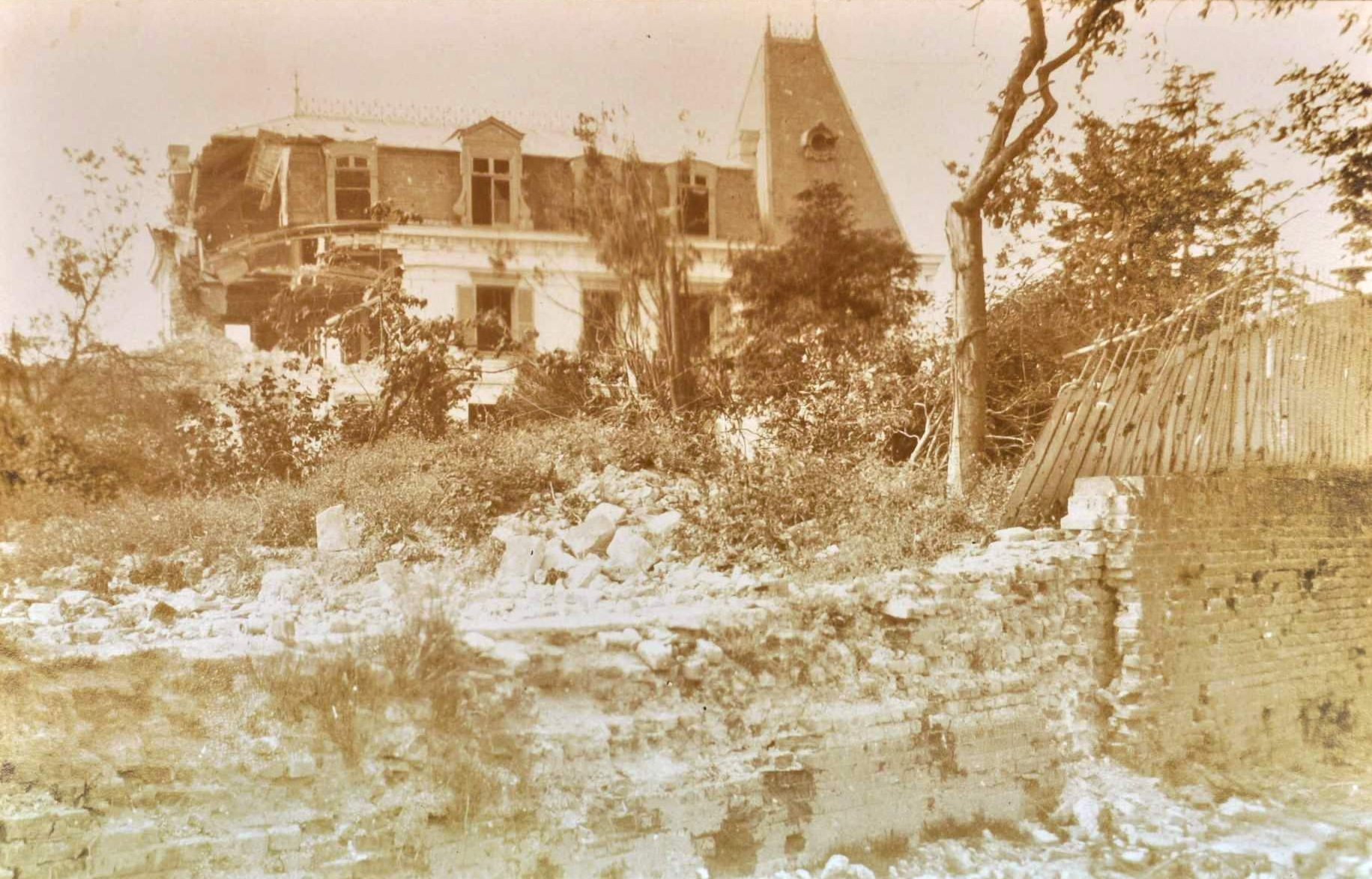
Les ruines du village en 1918.
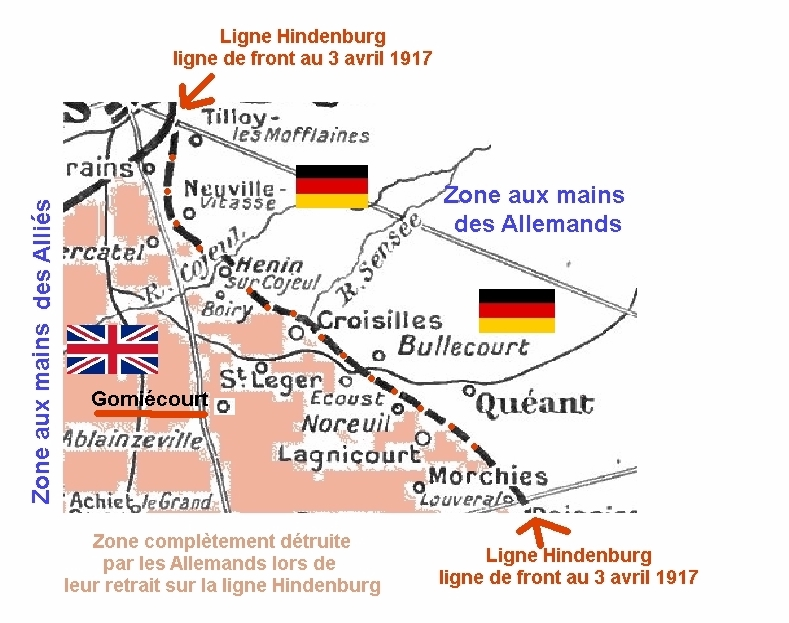
La situation du village en avril 1917 tout près de la ligne Hindenburg.
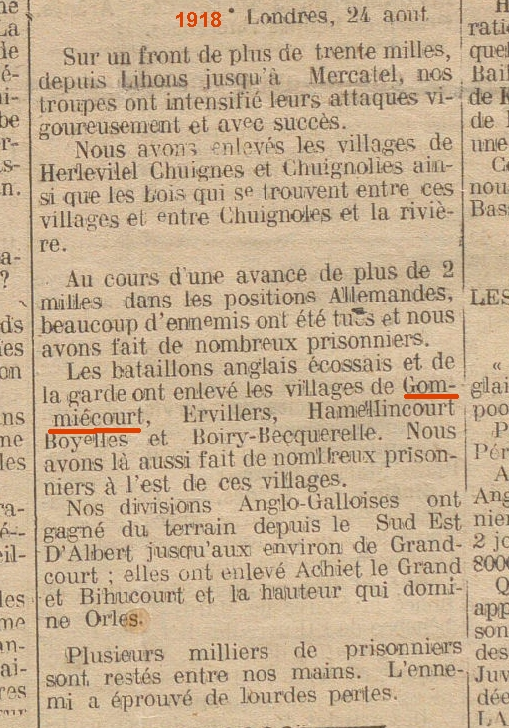
L'article de journal mentionnant la libération du village le 24 août 1918.
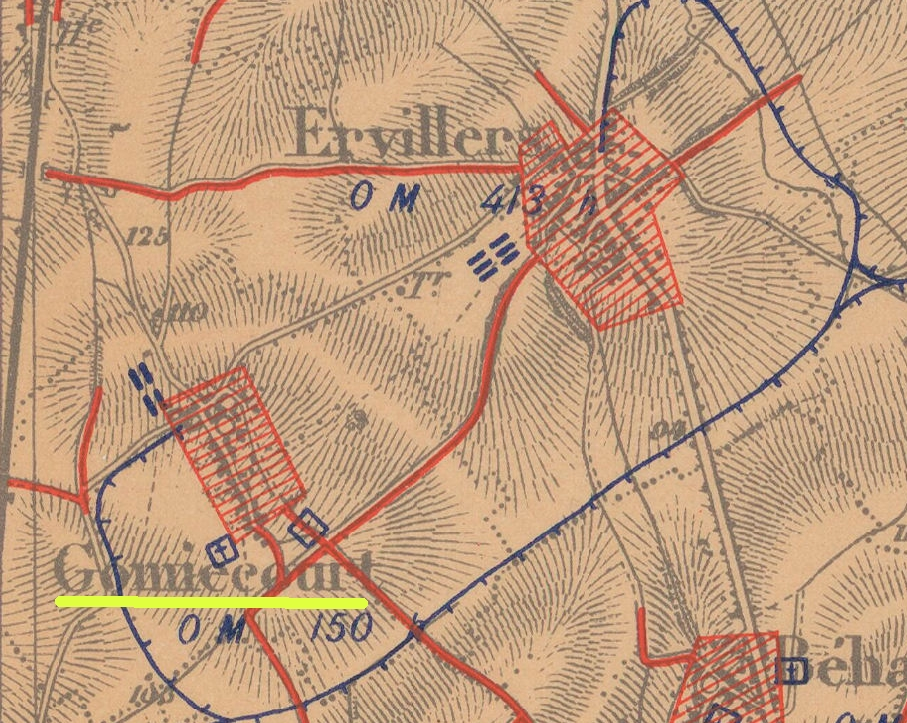
La carte des régions dévastées en 1919 montre que le village est complètement détruit.

## Politique et administration

### Découpage territorial
La commune se trouve dans l'arrondissement d'Arras du département du Pas-de-Calais, depuis 1801.

#### Commune et intercommunalités
La commune est membre de la communauté de communes du Sud-Artois.

#### Circonscriptions administratives
La commune est rattachée au canton de Bapaume. Avant le redécoupage cantonal de 2014, elle était, depuis 1801, rattachée au canton de Croisilles.

#### Circonscriptions électorales
Pour l'élection des députés, la commune fait partie de la première circonscription du Pas-de-Calais.

### Élections municipales et communautaires

#### Liste des maires
| Période                                  | Période                    | Identité         | Étiquette | Qualité                                                                     |
| ---------------------------------------- | -------------------------- | ---------------- | --------- | --------------------------------------------------------------------------- |
| Les données manquantes sont à compléter. |                            |                  |           |                                                                             |
| mars 2001                                | 2008                       | Francis Janssens |           |                                                                             |
| mars 2008                                | En cours (au 11 mars 2022) | Hervé Copin      |           | Agriculteur Réélu pour le mandat 2014-2020, Réélu pour le mandat 2020-2026, |

## Équipements et services publics

### Enseignement
La commune est située dans l'académie de Lille et dépend, pour les vacances scolaires, de la zone B.
Elle administre une école élémentaire en regroupement pédagogique intercommunal (RPI 35).

### Justice, sécurité, secours et défense
La commune dépend du tribunal judiciaire d'Arras, du conseil de prud'hommes d'Arras, de la cour d'appel de Douai, du tribunal de commerce d'Arras, du tribunal administratif de Lille, de la cour administrative d'appel de Douai, du pôle nationalité du tribunal judiciaire d'Arras et du tribunal pour enfants d'Arras.

## Population et société

### Démographie
Les habitants de la commune sont appelés les Gomiécourtois.

#### Évolution démographique
L'évolution du nombre d'habitants est connue à travers les recensements de la population effectués dans la commune depuis 1793. Pour les communes de moins de 10 000 habitants, une enquête de recensement portant sur toute la population est réalisée tous les cinq ans, les populations de référence des années intermédiaires étant quant à elles estimées par interpolation ou extrapolation. Pour la commune, le premier recensement exhaustif entrant dans le cadre du nouveau dispositif a été réalisé en 2006.

En 2022, la commune comptait 152 habitants, en évolution de −0,65 % par rapport à 2016 (Pas-de-Calais : −0,72 %, France hors Mayotte : +2,11 %).
| 1793 | 1800 | 1806 | 1821 | 1831 | 1836 | 1841 | 1846 | 1851 |
| ---- | ---- | ---- | ---- | ---- | ---- | ---- | ---- | ---- |
| 178  | 196  | 213  | 226  | 223  | 223  | 224  | 224  | 245  |

| 1856 | 1861 | 1866 | 1872 | 1876 | 1881 | 1886 | 1891 | 1896 |
| ---- | ---- | ---- | ---- | ---- | ---- | ---- | ---- | ---- |
| 238  | 231  | 236  | 221  | 214  | 231  | 243  | 247  | 225  |

| 1901 | 1906 | 1911 | 1921 | 1926 | 1931 | 1936 | 1946 | 1954 |
| ---- | ---- | ---- | ---- | ---- | ---- | ---- | ---- | ---- |
| 214  | 199  | 200  | 142  | 186  | 183  | 189  | 201  | 215  |

| 1962 | 1968 | 1975 | 1982 | 1990 | 1999 | 2006 | 2011 | 2016 |
| ---- | ---- | ---- | ---- | ---- | ---- | ---- | ---- | ---- |
| 206  | 210  | 170  | 166  | 172  | 169  | 162  | 153  | 153  |

| 2021 | 2022 | - | - | - | - | - | - | - |
| ---- | ---- | - | - | - | - | - | - | - |
| 152  | 152  | - | - | - | - | - | - | - |

#### Pyramide des âges
En 2018, le taux de personnes d'un âge inférieur à 30 ans s'élève à 30,8 %, soit en dessous de la moyenne départementale (36,7 %). À l'inverse, le taux de personnes d'âge supérieur à 60 ans est de 26,1 % la même année, alors qu'il est de 24,9 % au niveau départemental.
En 2018, la commune comptait 71 hommes pour 84 femmes, soit un taux de 54,19 % de femmes, largement supérieur au taux départemental (51,50 %).
Les pyramides des âges de la commune et du département s'établissent comme suit.
| Hommes | Classe d’âge | Femmes |
| ------ | ------------ | ------ |
| 0,0    | 90 ou +      | 2,4    |
| 7,1    | 75-89 ans    | 6,0    |
| 17,1   | 60-74 ans    | 19,3   |
| 25,7   | 45-59 ans    | 25,3   |
| 17,1   | 30-44 ans    | 18,1   |
| 8,6    | 15-29 ans    | 14,5   |
| 24,3   | 0-14 ans     | 14,5   |

| Hommes | Classe d’âge | Femmes |
| ------ | ------------ | ------ |
| 0,5    | 90 ou +      | 1,6    |
| 5,6    | 75-89 ans    | 8,9    |
| 16,7   | 60-74 ans    | 18,1   |
| 20,2   | 45-59 ans    | 19,2   |
| 18,9   | 30-44 ans    | 18,1   |
| 18,2   | 15-29 ans    | 16,2   |
| 19,9   | 0-14 ans     | 17,9   |

## Culture locale et patrimoine

### Lieux et monuments
- Le château de la famille Dragon de Gomiécourt détruit au XVIIe siècle. Archives de la famille détenue par le descendant Hugues de la Poëze d'Harambure.
- L'église Saint-Pierre, de l'entre-deux-guerres, en mauvais état essentiellement dû au capricorne des maisons[40],[41].
- Le Gomiécourt South Cemetery, cimetière militaire britannique où sont inhumés les corps des 206 soldats tombés lors de la prise du village fin août 1918.
- Le monument aux morts[42].

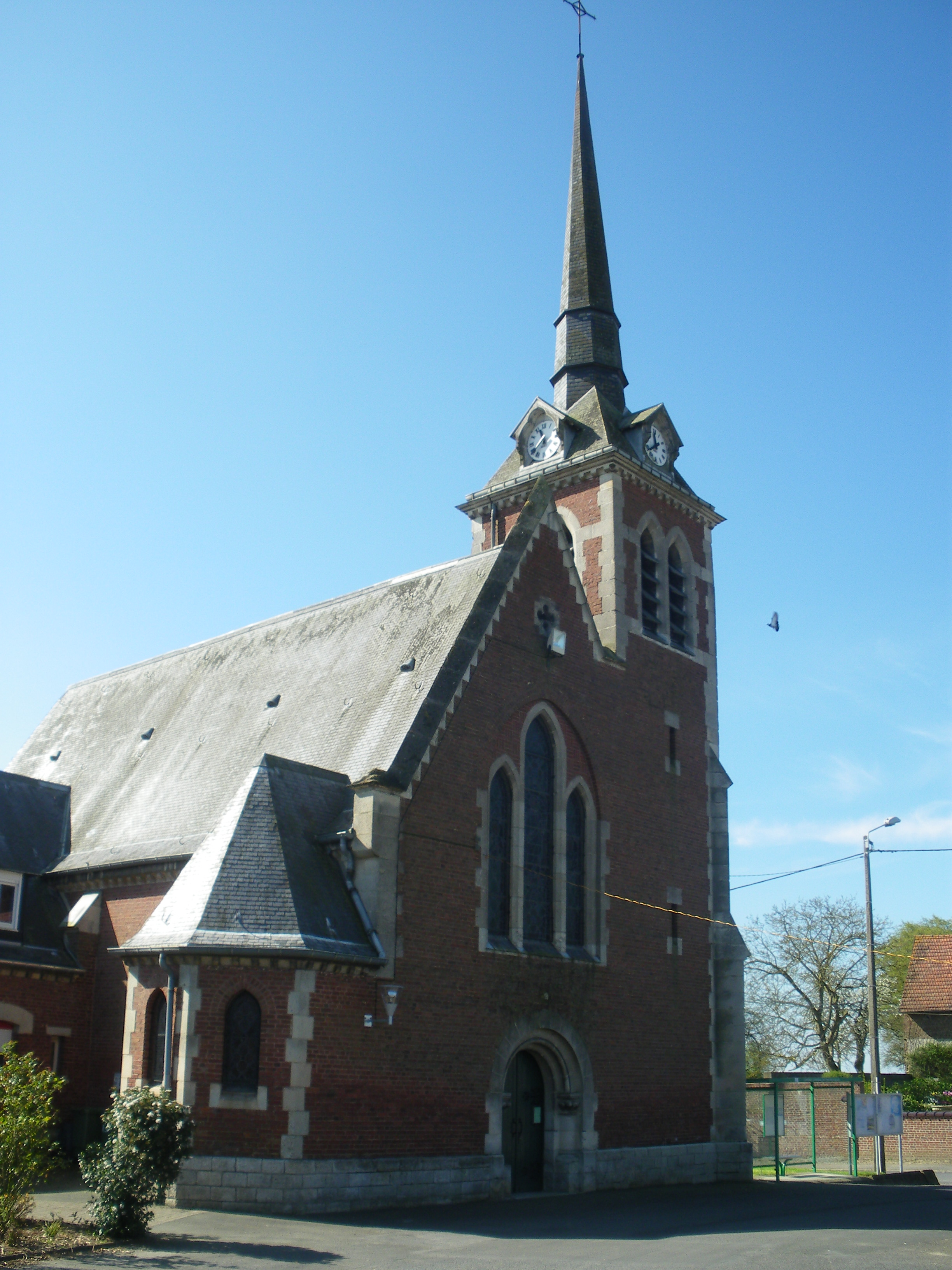
L'église.
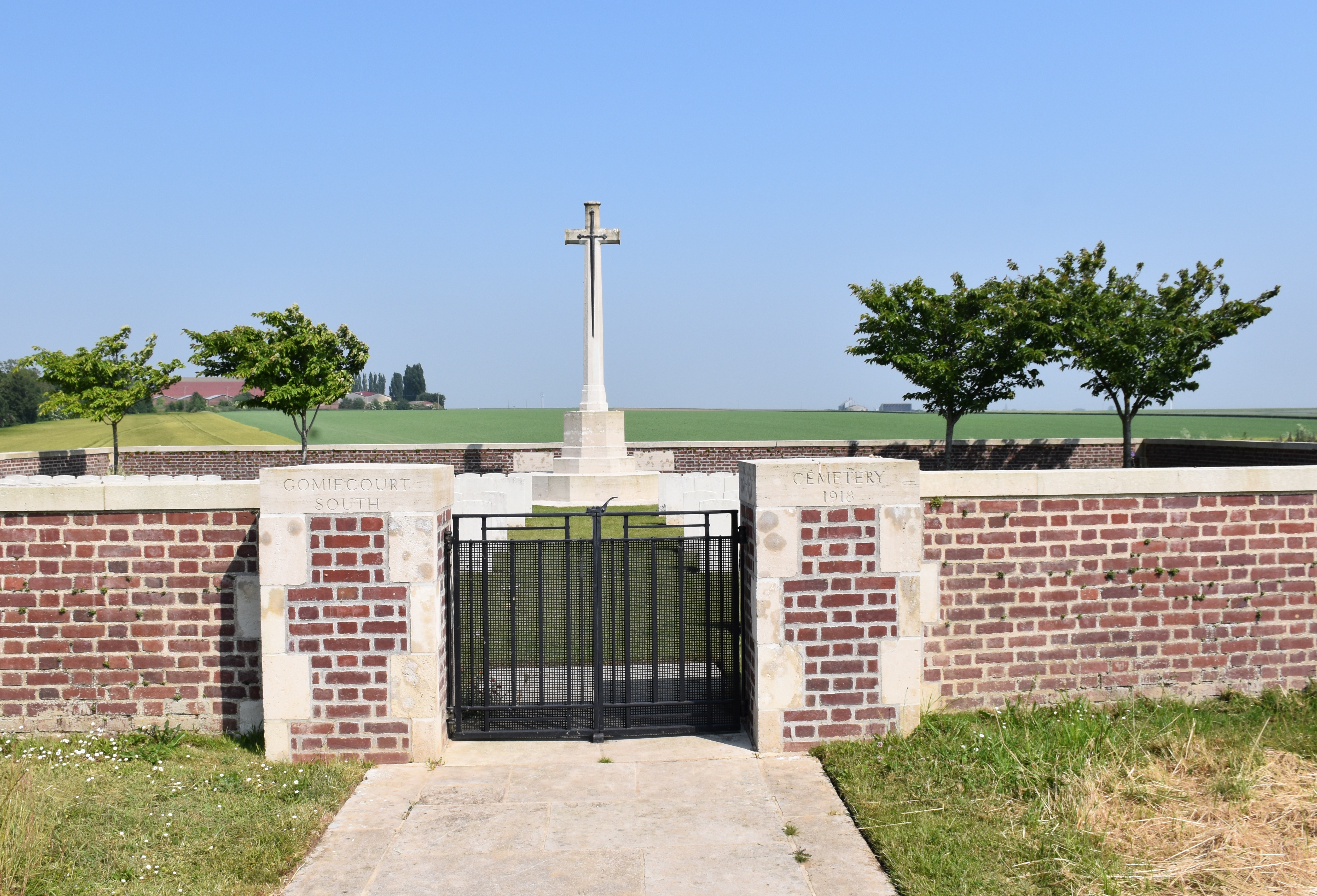
Le cimetière militaire Gomiécourt South Cemetery.
Le monument aux morts.

### Héraldique
| Blason de Gomiécourt | Blason  | D'or à la bande de sable chargée d'une mitre accompagnée de deux têtes de léopard, le tout du champ et posé à plomb. Ornements extérieursCroix de guerre 1914-1918 |
| Blason de Gomiécourt | Détails | Le statut officiel du blason reste à déterminer. |

## Pour approfondir